# Hart-Purgstall
Hart-Purgstall est une ancienne commune autrichienne du district de Graz-Umgebung en Styrie.